# Giro dell'Etna
De Giro dell'Etna was een Italiaanse eendagskoers die meestal in hetzelfde weekend werd verreden als de eveneens Siciliaanse wedstrijd Trofeo Pantalica. 
De eerste editie werd verreden in 1980 en gewonnen door Wladimiro Panizza. De laatste editie, in 1997, was een prooi voor de Italiaanse sprinter Biagio Conte. Francesco Moser is recordhouder met drie zeges. Andere grote winnaars zijn de voormalige wereldkampioenen Giuseppe Saronni en Mario Cipollini. In 1993 werd de wedstrijd om organisatorische redenen niet verreden. In 1998 werd de race vervangen door de Giro della Provincia di Siracusa.

## Erelijst
- 1980 - Wladimiro Panizza
- 1981 - Giuseppe Saronni
- 1982 - Wladimiro Panizza
- 1983 - Giovanni Mantovani
- 1984 - Francesco Moser
- 1985 - Francesco Moser
- 1986 - Francesco Moser
- 1987 - Adriano Baffi
- 1988 - Paolo Cimini
- 1989 - Rolf Sörensen (Denemarken)
- 1990 - Adriano Baffi
- 1991 - Mario Cipollini
- 1992 - Stefano Colage
- 1994 - Stefano Zanini
- 1995 - Stefano Colage
- 1996 - Fabiano Fontanelli
- 1997 - Biagio Conte